# Joanna Chatton
Joanna Chatton (Lidköping, 15 ottobre 1970) è un'attrice svedese.

## Biografia
Nata da madre svedese e padre francese, inizia a lavorare a 14 anni come fotomodella, apparendo in varie campagne pubblicitarie, come quelle per Coca-Cola e Revlon. Studia filosofia e psicologia all'Università di Lund e frequenta l'Actors Studio nel 1990.
Ha lavorato come attrice principalmente lungo gli anni novanta, prendendo parte, fra gli altri, a Ladri di cinema di Piero Natoli, Ovosodo di Paolo Virzì e Liberate i pesci! di Cristina Comencini.
Nel 2002, si iscrive all'Accademia di belle arti di Roma dove si laurea nel 2006.
Abbandonata la carriera di attrice, diventa insegnante dell'infanzia nel 2020.

## Filmografia
- Chicken Park, regia di Jerry Calà (1994)
- Ladri di cinema, regia di Piero Natoli (1994)
- Peggio di così si muore, regia di Marcello Cesena (1995)
- Cuori al verde, regia di Giuseppe Piccioni (1996)
- Esercizi di stile, registi vari (1996)
- Stressati, regia di Mauro Cappelloni (1997)
- Ovosodo, regia di Paolo Virzì (1997)
- Abbiamo solo fatto l'amore, regia di Fulvio Ottaviano (1998)
- Just Married, regia di Joanna Chatton (cortometraggio, 1998)
- Liberate i pesci!, regia di Cristina Comencini (1999)

## Libri
- Joanna Chatton, Anima nuda, traduzione di Carmine Puzo, Roma, Fazi Editore, 2000, ISBN 978-8881121663.